# 小米10青春版
小米10青春版（Mi 10 Youth）是小米科技于北京时间2020年4月27日15时许在中国北京小米科技园发布的一款智能手机，隶属于小米10系列。
由于2019冠状病毒病疫情影响，小米10青春版的产品发布会依然于线上举办，手机部分由小米集团副总裁常程主讲。同期发布的还有新版的MIUI系统，即MIUI12。
小米10青春版的海外市场机型为小米10 Lite（Mi 10 Lite），于2020年3月27日与小米10、小米10Pro的海外市场版本一同发布。

## 简介
小米10青春版正面采用了一块6.57英寸（对角线）20:9比例平面AMOLED屏幕，屏幕由三星电子供应。前置相机位于屏幕正上方，在显示屏正上方中央留有半圆形屏幕凹口。屏幕下方中心位置设有光学屏下指纹识别区域，屏幕与边框衔接处设有塑料缓冲层，边框为聚碳酸酯抛光塑料材质，取消了小米10系列的金属边框设计，但按键依然为金属材质。机身后部左上角为一圆角矩形的摄像头区域，其中右下角一颗为潜望式变焦镜头，可实现光学及混合光学变焦。机身左下角为纵向布置的小米Logo及小米集团、中国制造的英文标识。
性能方面，小米10青春版全部采用高通骁龙765G（SM7250-AB）处理器，配以6GB或8GB的LPDDR4x 2133MHz内存以及64GB、128GB或256GB的闪存。支持双频GPS、NFC、红外遥控，亦支持3.5mm音频输出输入接口。摄像头模组则搭载了一颗4800万像素的主摄（由OmniVision提供），配以一颗800万像素广角镜头、一颗800万像素潜望式镜头以及一颗200万像素的微距镜头作为辅助。前置相机则采用了1600万像素的单摄像头。
小米10青春版提供5款配色，分别为黑巧风暴（深空灰，黑灰色光面玻璃后盖、黑色抛光塑料中框）、蓝莓薄荷（蓝绿渐变光面玻璃后盖，青绿色抛光塑料中框）、桃子西柚（橙色磨砂玻璃后盖，橙黄色抛光塑料中框）、四季春奶绿（浅绿色光面玻璃后盖，浅绿色抛光塑料中框）以及白桃乌龙（粉白渐变色光面玻璃后盖，银色抛光塑料中框），均以“奶茶色”为主题。提供6GB RAM+64GB ROM、6GB RAM+128GB ROM、8GB RAM+128GB ROM和8GB RAM+256GB ROM四种存储配置，零售价分别为2099元、2299元、2499元及2799元人民币。

## 设计工艺
小米10青春版的配色除黑灰色及蓝绿渐变色两款之外，均主打青春意味的浅色系。小米在橙色款上使用了之前在小米10 Pro上采用的AG雾面磨砂工艺，有类肤质的触感，也可减少指纹印渍。其搭载的潜望式变焦镜头也是小米科技在旗下产品中首次采用。

## 销售
小米10青春版于北京时间2020年4月27日16时开启全渠道预定，2020年4月30日10时在线上线下各渠道开启销售。
海外市场发售的小米10 Lite则于2020年4月开启销售。

## 相关事件
- 北京时间2020年4月24日7时7分，小米集团副总裁常程在新浪微博平台发布一条微博，为小米10青春版手机预热。在微博中，他提出四个具有青春意味的故事让网友帮其挑选，以备在发布会上讲述。其中第2个故事“空投八倍镜  篮球场上欢呼  别人看见你得分  我却看见你的裤裆开裂了”和第3个故事“对面女生宿舍每个精致打扮美女的背后都有一个（@>_<@）的窝……”令部分网民感到低俗和不适，并对小米集团的营销策划乃至集团形象提出质疑。此事在互联网中引起轩然大波，并招致部分女权主义人士的抗议，认为其有侮辱女性的嫌疑。北京时间26日下午，发布该微博的常程本人以及小米公关部账号“小米发言人”先后在微博刊发道歉声明[3][4][5][6][7]，常程另宣布向一家慈善机构捐赠10万元[8]。4月27日发布会召开时，部分网友发现小米10青春版的发布会直播信号存在剪辑痕迹，有人猜测发布会早已录制完成，事件发生后小米已将有争议的部分剪去。